# Episodi di ABC Afterschool Specials (terza stagione)
La terza stagione della serie televisiva ABC Afterschool Specials è stata trasmessa in anteprima negli Stati Uniti d'America dalla ABC dal 2 ottobre 1974 al 23 aprile 1975.
In Italia la serie è inedita.
| nº | Titolo originale                        | Titolo italiano | Prima TV USA     | Prima TV Italia |
| -- | --------------------------------------- | --------------- | ---------------- | --------------- |
| 1  | Sara's Summer of the Swans              |                 | 2 ottobre 1974   |                 |
| 2  | The Bridge of Adam Rush                 |                 | 23 ottobre 1974  |                 |
| 3  | Winning and Losing: Diary of a Campaign |                 | 6 novembre 1974  |                 |
| 4  | The Toothpaste Millionaire              |                 | 27 novembre 1974 |                 |
| 5  | The Skating Rink                        |                 | 5 febbraio 1975  |                 |
| 6  | Santiago's America                      |                 | 19 febbraio 1975 |                 |
| 7  | The Secret Life of T.K. Dearing         |                 | 23 aprile 1975   |                 |